# آنا سيمينوفيتش
آنا غريغورييفنا سيمينوفيتش (بالروسية: А́нна Григо́рьевна Семено́вич) هي مغنية وممثلة وعارضة أزياء وراقصة جليد روسية ولدت في يوم 1 مارس 1980 في مدينة موسكو عاصمة روسيا الاتحادية، كانت في السابق عضوة في الفرقة الموسيقية بلستياشه، كما لها أغنية مع المغني الإيراني أراش، وفي سنة 2008 دخلت التمثيل بعد تمثيلها في الفيلم الروسي الكوميدي غتلر كابوت، وعلى صعيد الرياضة فقد إحترفت سيمينوفيتش برياضة الرقص على الجليد وقد شاركت بعدة بطولات عالمية وأوروبية في هذه المنافسة. 

## الحياة المهنية والوظيفة
بدأت حياتها المهنية كراقصة على الجليد، دخلت في شراكة مع دينيس ساموخين وتنافست في بطولتين عالميتين للناشئين.
في عام 1994 ، تعاونت مع مكسيم كاتشانوف واحتل الثنائي المرتبة الخامسة في ألعاب النوايا الحسنة لعام 1994، وبعد ذلك في عام1995 دخلت في شراكة مع فلاديمير فيدوروف وفازا معًا بكأس فنلنديا مرتين، وتعاونت كذلك مع رومان كوستوماروف وشاركا في بطولةالعالم 2000 وكذلك بطولة أوروبا، وفي عام 2001 اجتمعت مرة أخرى مع شريكها القديم دينيس ساموخين في بطولة روسيا واحتل الثنائيالمركز الرابع، تقاعدت من مهنتها في التزلج بسبب إصابتها، ثم بدأت في بناء مسيرتها المهنية في الغناء والتمثيل والنمذجة. من 2003 إلى2007 غنت مع Blestyshchie.
في عام 2008 أصدرت ألبوم غنائي، في نفس العام حصلت على فرصة للعمل في كوميديا Hitler Goes Kapu الجاسوسية الروسيةالناجحة للغاية، وظهرت أيضًا في تكملة Rzhevsky vs Napoleon في عام 2012.

## روابط خارجية
- آنا سيمينوفيتش على موقع IMDb (الإنجليزية)
- آنا سيمينوفيتش على موقع ميوزك برينز (الإنجليزية)
- آنا سيمينوفيتش على موقع أول ميوزيك (الإنجليزية)
- آنا سيمينوفيتش على موقع ديسكوغز (الإنجليزية)
- آنا سيمينوفيتش على موقع قاعدة بيانات الفيلم (الإنجليزية)
- آنا سيمينوفيتش على موقع كينوبويسك (الروسية)